# Северная лира
«Се́верная ли́ра» — литературный альманах, изданный С. Е. Раичем и Д. П. Ознобишиным в Москве в 1827 году. Бо́льшую часть сборника составили произведения членов московского литературного «Кружка Раича» («Общество друзей»).

## История

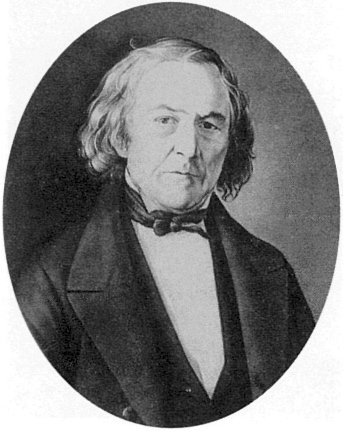
Семён Егорович Раич

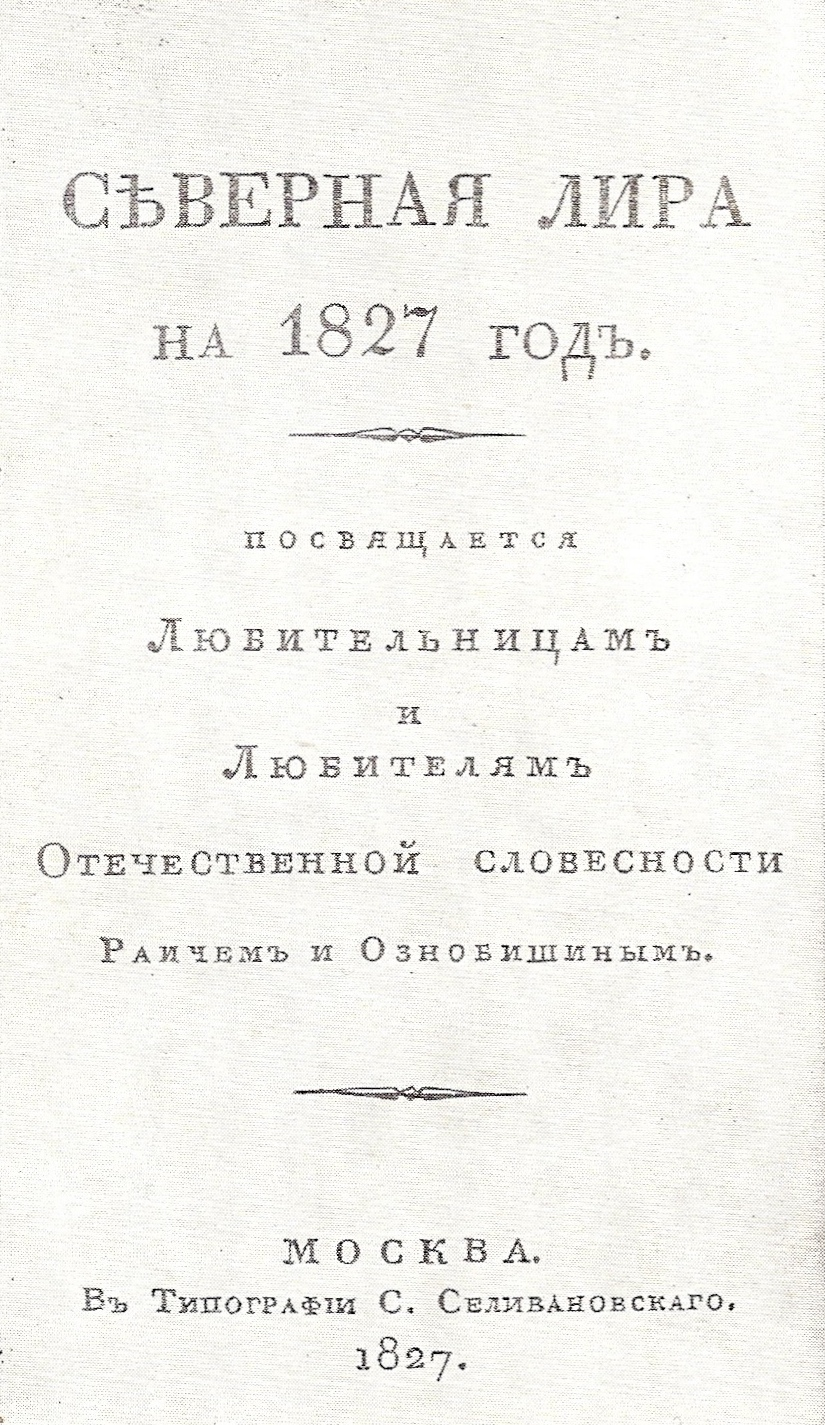
Титульный лист альманаха «Северная лира».

В первой половине 1820-х годов в Москве собирались литературные кружки, одним из главных вдохновителей которых был литератор и педагог Семён Раич. Примерно в 1822 году Раичем было создано так называемое «Общество друзей», известное также как «Кружок Раича». Среди его членов были Ф. И. Тютчев, князь B. Ф. Одоевский, А. Н. Муравьев, Д. П. Ознобишин, М. П. Погодин, М. А. Дмитриев, А. И. Писарев, В. П. Титов, С. П. Шевырёв, А. М. Кубарев, Авр. С. Норов, М. А. Максимович и др. Члены общества интересовались вопросами эстетики и теории искусства, писали оригинальные произведения, много внимания уделяли переводам с иностранных языков. Одной из основных целей переводов Раич считал «опоэзение» русского языка, обогащение его «новыми пиитическими выражениями, оборотами, словами, картинами». Сам Семён Раич занимался переводами с итальянского и с античных языков и поощрял своего друга, ориенталиста Дмитрия Ознобишина, к созданию переводов с языков восточных. В основном, взгляды на искусство членов кружка Раича были близки эстетике романтизма. Деятельность общества приостановилась в конце лета 1825 года, когда Раич уехал на Украину в качестве семейного учителя. Через год, по возвращении в Москву, Раич начинает готовить выпуск «Северной лиры», составленной в основном из произведений членов «общества» и как бы подводившей итоги его работы. Появлению этого сборника поспособствовало и то, что Михаил Погодин освободил московскую «альманашную нишу», отказавшись от выпуска своей «Урании» в пользу регулярного литературного журнала. Цензурное разрешение на издание альманаха было выдано Московским цензурным комитетом 1 ноября 1826 года. В январе 1827 года издание вышло в свет.
Как и в альманахе «Полярная звезда», стихи и проза в «Северной лире» печатались вперемешку; в отличие от «Северных цветов», они не делились на два разных отдела.
Выпуск «Северной лиры» в 1827 году стал единственным. Больше альманах не выходил.

## Участники альманаха
Творческие силы «Северной лиры» большей частью совпадали с авторским коллективом прошлогоднего московского альманаха — вышедшей в 1826 году «Урании» Погодина.
Издатели «Северной лиры» были одновременно и главными её вкладчиками. Семён Раич поместил в альманахе восемь оригинальных стихотворений (среди которых «Друзьям» и «Амела»), два перевода («Петроний к друзьям» и фрагмент из «Освобожденного Иерусалима» Торквато Тассо — «Смерть Свенона»), а также сравнительно-историческую статью «Петрарка и Ломоносов» с сопоставлением двух поэтов. Перу Дмитрия Ознобишина принадлежали стихотворные подражания и переводы с арабского («Нама» и подражание Суйюти), персидского (подражание Хафизу), английского (подражание стихотворению Байрона «She walks in beauty»), с французского («Неера» — перевод двух стихотворений Андре Шенье), два оригинальных стихотворения. Кроме того, он напечатал две написанные на восточные сюжеты прозаические «восточные повести» и посвящённую музыке статью «Отрывок из сочинения об искусствах». Статья написана с романтических позиций и, в значительной мере, выражала эстетические взгляды членов «Общества друзей». Традиционно, переводы с восточных языков, а также статью, Ознобишин подписал псевдонимом «Делибюрадер».
Значительным был вклад в альманах и Фёдора Тютчева. В сборник попало два оригинальных стихотворения молодого поэта (кроме того, фрагмент третьего был процитирован в статье Ознобишина) и четыре перевода — с немецкого (стихи Шиллера, Гейне, Гёте) и английского («В альбом друзьям» Байрона).
Одним из немногих иногородних «гостей» альманаха был поэт В. И. Туманский с четырьмя «одесскими» стихотворениями, в том числе «Греческая ода» и «Одесским друзьям». Также в «Северной лире» были опубликованы произведения Е. А. Баратынского, Д. В. Веневитинова (романтическая статья «Скульптура, живопись и музыка» и стихотворение), М. П. Погодина (статья о возможности написания русского романа об отечественной истории), Ф. В. Булгарина (псевдовосточный рассказ «Янычар»), А. Н. Муравьёва (пять стихотворений, в том числе «Ермак» и «Бахчисарай» — отрывок из поэмы «Таврида»), Авр. С. Норова (одного из первых русских переводчиков «Божественной комедии» Данте; в альманах попало три стихотворения, в том числе два фрагмента перевода «Божественной комедии»), В. П. Андросова, А. И. Бюргера, П. Вяземского, Н. П. Грекова, М. А. Дмитриева, Н. Г. Коноплёв, М. А. Максимовича, Ал. С. Норова, B. Ф. Одоевского, С. П. Шевырёва и других.

## Критика альманаха

Дмитрий Петрович Ознобишин

Современники приняли альманах в целом благосклонно, однако отдельные вошедшие в него произведения вызвали серьёзную критику. Очень заметное место в сборнике занимала восточная тематика, что не понравилось большинству рецензентов. В связи с этим главной жертвой критиков стал переводчик Ознобишин-Делибюрадер: «Предоставляем арабским журналистам заступаться за честь своих поэтов, переводимых г-м Делюбюрадером, — что касается нас, то мы находим его преложения изрядными для татарина», — писал Пушкин в своей незаконченной рецензии. Большое количество попавших в сборник переводов поддерживало в глазах современников репутацию «московской» или, как её позднее называли, «тютчевской», школы как преимущественно переводческой.
Проведенное Раичем сопоставление Петрарки и Ломоносова читатели признали «сомнительным» и неубедительным. Стихотворная часть альманаха была оценена выше прозаической, особенно отмечали оригинальные работы Ф. Тютчева, В. Туманского, А. Муравьева.
Много лет спустя в своей оригинальной «классификации» В. Г. Белинский отнёс «Северную лиру» к альманахам-мещанам:

Одни из альманахов были аристократами, как, например, «Северные цветы», «Альбом северных муз», «Денница»; другие — мещанами, как, например, «Невский альманах», «Урания», «Радуга», «Северная лира», «Альциона», «Царское село» и проч.; третьи — простым черным народом, как, например, «Зимцерла», «Цефей», «Букет», «Комета» и т.п… Аристократические альманахи украшались стихами Пушкина, Жуковского и щеголяли стихами гг. Баратынского, Языкова, Дельвига, Козлова, Подолинского, Туманского, Ознобишина, Ф. Глинки, Хомякова и других модных тогда поэтов… Альманахи-мещане преимущественно наполнялись изделиями сочинителей средней руки и только для обеспечения успеха щеголяли несколькими пьесками, вымоленными у Пушкина и других знаменитостей. Альманахи-мужики наполнялись стряпнёю сочинителей пятнадцатого класса…

В 1984 году в серии «Литературные памятники» было осуществлено полное комментированное переиздание «Северной лиры». В основном тексте отдельные произведения сборника были подписаны так же, как и в первом издании, без раскрытия псевдонимов или восстановления звёздочек. Авторство работ устанавливалось по экземпляру альманаха, принадлежавшему библиографу М. Н. Лонгинову, в котором имена участников были проставлены по данным, предоставленным самим Ознобишиным.